# Томасін Мак-Кензі
Томасін Гаркорт Мак-Кензі (англ. Thomasin Harcourt McKenzie; нар. 26 липня 2000) — новозеландська акторка, найбільш відома своєю роллю в американському фільмі 2018 року «Не залишай слідів», за яку отримала високу оцінку, та за роль у сатиричній стрічці «Кролик Джоджо» (2019), за що її також похвалили рецензенти. У 2021 році вона зіграла головну роль у трилері М. Найта Ш'ямалана «Час» і психологічному горорі Едгара Райта «Минулої ночі у Сохо», а також знялася у вестерні Джейн Кемпіон «У руках пса» .

## Особисте життя
Томасін народилася у Веллінгтоні, Нова Зеландія в сім'ї актриси Міранди Гаркорт та режисера Стюарта Мак-Кензі. Вона є внучкою актриси Кейт Гаркорт і Пітера Гаркорта. Пітер походить з родини, яка заснувала компанію з нерухомості Harcourts International. Томасін пішла слідами матері та бабусі та почала займатися акторською майстерністю 2014 року. Вона зіграла Луїзу Ніколас у телевізійному фільмі «Згода», Піксі Ханну у «Шортленд-стріт» та Люсі Льюїс у «Люсі Льюїс не може втратити».
Мак-Кензі проживає у Веллінгтоні. Тут вона навчалася у школі-колегіумі імені Семюеля Марсдена та закінчила її 2018 року.

## Фільмографія
| Рік       |    | Українська назва             | Оригінальна назва                         | Роль                      |
| --------- | -- | ---------------------------- | ----------------------------------------- | ------------------------- |
| 2025      | ф  | Заповіт Енн Лі               | The Testament of Ann Lee                  |                           |
| 2024      | ф  | Джой                         | Joy                                       | Джин Перді                |
| 2023      | ф  | Айлін                        | Eileen                                    | Айлін Данлоп              |
| 2022      | с  |                              | Life After Life                           | Урсула Тодд               |
| 2021      | ф  | Минулої ночі у Сохо          | Last Night in Soho                        | Елоїза                    |
| 2021      | ф  | Сила собаки                  | The Power of the Dog                      | Лола                      |
| 2021      | ф  | Час                          | Old                                       | Меддокс (16 лет)          |
| 2021      | ф  |                              | The Justice of Bunny King                 | Тоня                      |
| 2020      | ф  | Загублені                    | Lost Girls                                | Шеррі Ґілберт             |
| 2019      | ф  | Правдива історія банди Келлі | True History of the Kelly Gang            | Мері Герн                 |
| 2019      | ф  | Кролик Джоджо                | Jojo Rabbit                               | Ельза Корр                |
| 2019      | ф  | Король                       | The King                                  | Філіпа, королева Данії    |
| 2019      | с  |                              | Entertainment Tonight Canada              | камео (1 випуск)          |
| 2019      | с  | Зроблено в Голлівуді         | Made in Hollywood                         | камео (1 епізод)          |
| 2018      | с  |                              | Nori Roller Coaster Boy                   | Норі                      |
| 2018      | ф  | Не залишай слідів            | Leave No Trace                            | Том                       |
| 2017      | ф  | Закляття                     | The Changeover                            | Роуз Кітон                |
| 2016—2017 | с  | Люсі Льюїс не може програти  | Lucy Lewis Can't Lose                     | Люсі Льюїс (11 епізодів)  |
| 2017      | с  | Тупик                        | The Cul De Sac                            | Вілла (5 епізодів)        |
| 2016      | тф | Джин                         | Jean                                      | Джин (в юності)           |
| 2016      | с  | Світла літня ніч             | Bright Summer Night                       | Петра Квинс (2 епізоди)   |
| 2015      | с  |                              | End of Term                               | Аннабель                  |
| 2015      | кф |                              | The Boyfriend Game                        | Едіт                      |
| 2015      | с  | Шортланд-стріт               | Shortland Street                          | Піксі Ханна (28 епізодів) |
| 2014      | ф  | Гобіт: Битва п'яти воїнств   | The Hobbit: The Battle of the Five Armies | Астрід                    |
| 2014      | кф |                              | A Long Beside                             | Кейт (в юності)           |
| 2014      | ф  | Згода: Історія Луїзи Ніколас | Consent: The Louise Nicholas Story        | Луїза (в юності)          |
| 2012      | ф  | Існування                    | Existence                                 | Клаптики                  |

## Нагороди
- 2021 — CinEuphoria Awards («Кролик Джоджо»)
- 2020 — Young Artist Awards («Кролик Джоджо»)
- 2020 — Seattle Film Critics Society («Кролик Джоджо»)
- 2020 — Hollywood Critics Association — Нове покоління Голлівуду
- 2019 — Santa Barbara International Film Festival («Не залишай слідів»)
- 2019 — Phoenix Critics Circle («Кролик Джоджо»)
- 2019 — Alliance of Women Film Journalists («Не залишай слідів»)
- 2018 — San Diego Film Critics Society Awards («Не залишай слідів»)
- 2018 — Odyssey Awards («Не залишай слідів»)
- 2018 — National Board of Review, USA («Не залишай слідів»)